# Flurbereinigung

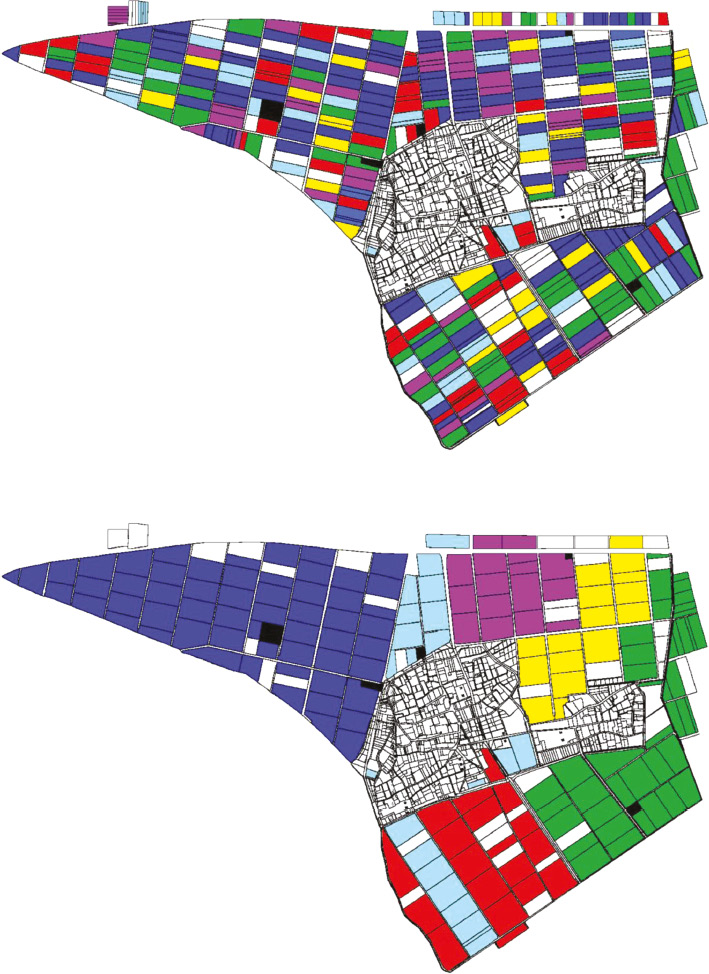
Karte der Besitzverhältnisse (jede Farbe repräsentiert einen anderen Besitzer) in der Gemarkung einer Gemeinde vor (oben) und nach (unten) einer Flurbereinigung

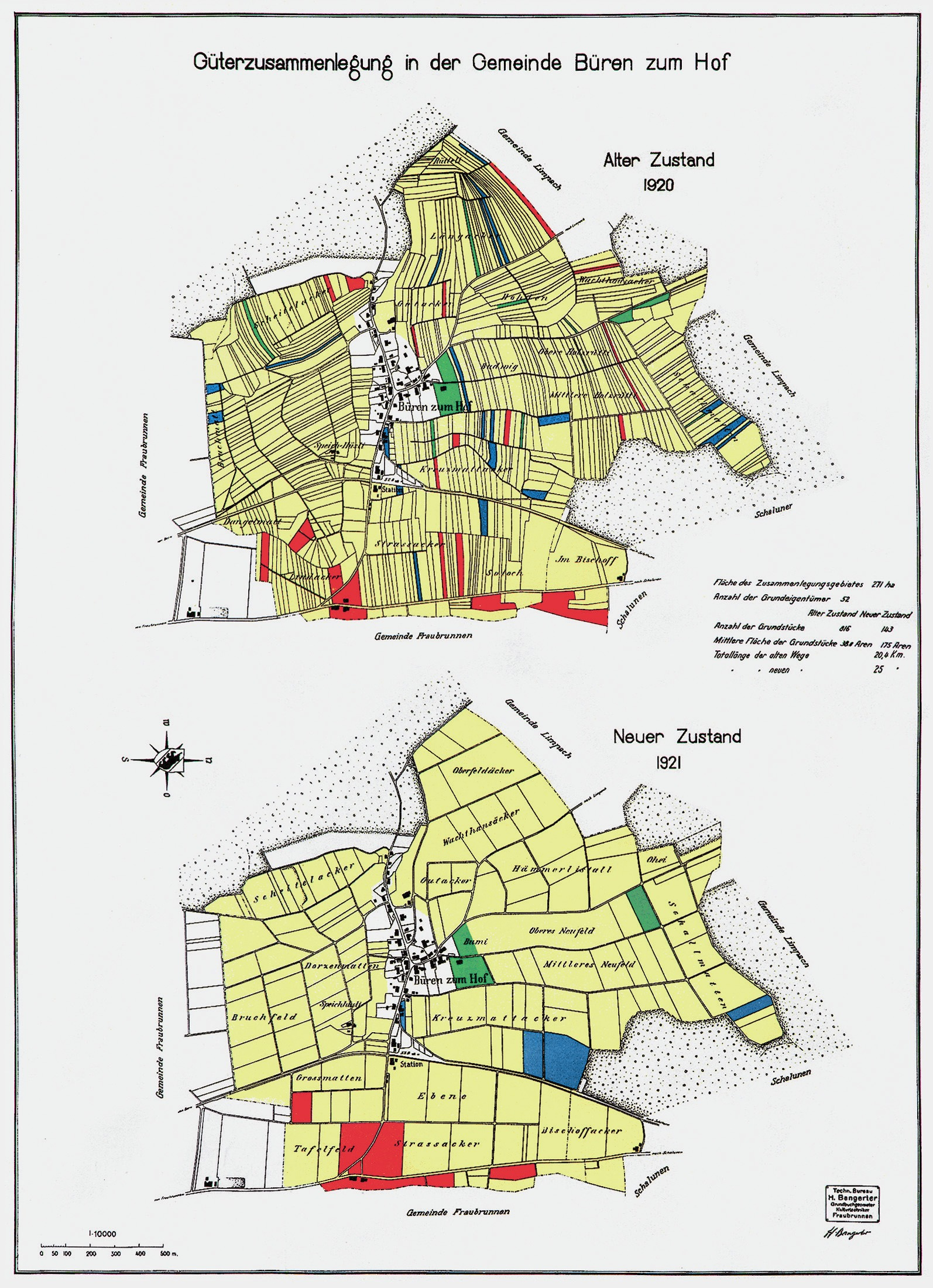
Karte der Besitzverhältnisse in der Gemarkung einer Gemeinde vor (oben) und nach (unten) einer Flurbereinigung

Flurbereinigung oder Flurneuordnung, in Österreich auch Zusammenlegung, Kommassierung, Kommassation oder Umlegung, in der Schweiz auch Güterzusammenlegung, Güterregulierung, Landumlegung oder Arrondierung genannt, bezeichnet die Neueinteilung und Zusammenlegung von zersplittertem land- und forstwirtschaftlichen Grundbesitz zu größeren und damit effektiver nutzbaren Flächen. Zum Rahmen der Flurbereinigung gehört auch das Schaffen von Wegen, Straßen und Gewässern sowie ähnlicher öffentlicher Einrichtungen.
Das entsprechende Verfahren bei Baugebieten wird in Deutschland als Umlegung bezeichnet.

## Ziele der Flurbereinigung
- die Neuordnung des ländlichen Grundbesitzes, insbesondere wenn dieser durch Realteilung zersplittert wurde.
- die Verbesserung der Produktions- und Arbeitsbedingungen in der Land- und Forstwirtschaft sowie im Weinbau
- sowie die Förderung der allgemeinen Landeskultur und der Landentwicklung.

Flurbereinigungen werden auch zur Verwirklichung folgender Ziele eingesetzt:
- Land- und Dorfentwicklung, Dorferneuerung (unter dem Begriff Regionalentwicklung zusammengefasst)
- Sozial- und umweltverträgliche Zurverfügungstellung von Flächen für den Bau von Infrastrukturanlagen (beispielsweise Straßen oder Bahnlinien)
- Umweltschutzmaßnahmen (beispielsweise Renaturierung von Gewässern, Schaffung von Retentionsflächen), Aufforstung, Ausgleichsmaßnahmen oder anderweitige Nutzung von Stilllegungsflächen.

Für die Anordnung begünstigend sind der von einer Mehrheit der Grundeigentümer getragene Wunsch nach Strukturverbesserung (Splitterbesitz) verbunden mit ökologischem Mehrwert oder auch ökologische Projekte, Verfahren mit Unterstützung der Energiewende oder Verfahren mit der Möglichkeit einer besseren Umsetzung von gemeindeübergreifenden Entwicklungskonzepten.

## Beteiligte
Beteiligt am Verfahren bzw. den Maßnahmen einer Flurbereinigung sind
1. als Teilnehmer die Eigentümer und Erbbauberechtigten der Grundstücke im Umlegungsgebiet sowie
2. als Nebenbeteiligte u. a.:

- Inhaber von Rechten an den betroffenen Grundstücken
- betroffene Gemeinden
- Bedarfs- und Erschließungsträger
- Wasser- und Bodenverbände
- landwirtschaftliche Berufsvertretung

## Neugestaltung des Flurbereinigungsgebiets
Das Gebiet soll so gestaltet werden, dass es den größtmöglichen Nutzen für die Beteiligten und die Allgemeinheit bietet. Dazu werden gemeinsam zu nutzende Wege und Anlagen geschaffen, Bodenverbesserungsmaßnahmen (Melioration) durchgeführt und die Landschaft nach den Erfordernissen der Raumordnung und Landesplanung gestaltet. Die Wege (gemeinschaftlichen Anlagen) befinden sich danach meist in Gemeindeeigentum und werden durch den Wertzuwachs oder den Wegebeitrag finanziert. Dazwischen werden die Flurstücke so geschnitten, dass nach Lage, Form und Größe möglichst einheitlicher Grundbesitz entsteht.
In den letzten Jahren wird vermehrt auch auf Umweltschutzmaßnahmen geachtet, in einigen Fällen stehen diese sogar im Vordergrund.

## Kritik
Flurbereinigungen haben auch nachteilige Auswirkungen: Entstehung von Monokulturen, Verödung der Landschaft, Erosion, Verluste an Biodiversität durch Rodung von Hecken, Vernichtung von Ackerrandstreifen oder Kanalisieren von Bächen (Auwald) sowie die anschließende konventionelle Landnutzung. 
Neben biologischen Folgen treten häufig auch kulturelle Verluste ein: Zerstörung historischer Wegeführungen, Verlust von Kleindenkmälern (z. B. Flurkreuze oder -kapellen, historische Einfriedungen usw.), Zerstörung von Bodendenkmalen oder ganz allgemein der Verlust historischer Kulturlandschaft, wobei auch Überschneidungen zu Fragen des Naturschutzes bestehen (etwa bei Rodung von Streuobstwiesen, die eine historische Wirtschaftsform darstellen, zugleich aber auch hohen ökologischen Wert besitzen).